# Tierras Prietas
Tierras Prietas är en ort i Mexiko.   Den ligger i kommunen San Felipe och delstaten Guanajuato, i den centrala delen av landet, 300 km nordväst om huvudstaden Mexico City. Tierras Prietas ligger 2 078 meter över havet och antalet invånare är 115.
Terrängen runt Tierras Prietas är varierad. Runt Tierras Prietas är det ganska tätbefolkat, med 60 invånare per kvadratkilometer. Närmaste större samhälle är San Felipe, 17,2 km norr om Tierras Prietas. Omgivningarna runt Tierras Prietas är i huvudsak ett öppet busklandskap.